# Теркс и Кејкос на Светском првенству у атлетици у дворани 2022.
Теркс и Кејкос је учествовао  на 18. Светском првенству у атлетици у дворани 2022. одржаном у Београду од 18. до 20. марта пети пут. Репрезентацију Теркса и Кејкоса представљала је једна такмичарка која се такмичила у трци на 400 метара.,
На овом првенству такмичарка Теркс и Кејкос није освојила ниједну медаљу, нити је остварила неки резултат.

## Учесници
Жене:
- Јаник Хеј-Смит — 400 м

## Резултати

### Жене
| Атлетичарка    | Дисциплина | Лични рекорд | Квалификације | Квалификације | Полуфинале | Полуфинале | Финале   | Финале  | Детаљи |
| Атлетичарка    | Дисциплина | Лични рекорд | Резултат      | Место         | Резултат   | Место      | Резултат | Место   | Детаљи |
| -------------- | ---------- | ------------ | ------------- | ------------- | ---------- | ---------- | -------- | ------- | ------ |
| Јаник Хеј-Смит | 400 м      | 52,25        | 56,20         | 6. у гр. 5    |            |            |          | 28 / 28 |        |